# 亚历山大·纳扎尔丘克
亚历山大·格里戈里耶维奇·纳扎尔丘克（俄语：Александр Григорьевич Назарчук，1939年8月6日—2021年2月1日），俄罗斯政治人物，曾任农业部部长。

## 生平
1939年生于阿尔泰边疆区罗曼诺沃村。毕业于阿尔泰农业学院，1964年开始在集体农场参加工作。1971年至1975年，担任罗曼诺沃区“第58十月”国营农场场长。1975年至1977年，任罗曼诺沃区执行委员会主席。1977年，任苏共罗曼诺沃区委第一书记。1985年，任苏共希普诺沃区委第一书记。1987年至1991年，历任阿尔泰边疆区农业工业委员会第一副主席、主席，阿尔泰边疆区执行委员会第一副主席。1991年至1993年，任阿尔泰边疆区农业工业联合会主席。1990年至1993年，担任俄罗斯人民代表大会代表。1993年当选第一届俄罗斯联邦国家杜马代表，1994年担任国家杜马农业委员会主席。1994年10月至1996年1月，担任俄罗斯联邦农业和粮食部部长。1996年至2008年，担任阿尔泰边疆区人民代表大会主席。1996年至2001年，担任俄罗斯联邦委员会议员。
2021年2月1日逝世。死因可能为烟囱冻结而导致的一氧化碳中毒。